# جائزة ألمانيا الكبرى 1988
جائزة ألمانيا الكبرى 1988 هو سباق فورمولا 1 أقيم بتاريخ 24 يوليو 1988 في حلبة هوكنهايم، ألمانيا الغربية. كان التاسع من أصل 16 في بطولة العالم لسباقات الفورمولا واحد موسم 1988. حلّ البرازيلي آيرتون سينا أولا بينما جاء الفرنسي ألن بروست في المركز الثاني وحصل على المركز الثالث النمساوي غيرهارد بيرغر.